# Olympische Winterspiele 1956/Eishockey
Das olympische Eishockeyturnier der Olympischen Winterspiele 1956 in Cortina d’Ampezzo, Italien, gilt zugleich als 23. Eishockey-Weltmeisterschaft sowie 34. Europameisterschaft. Es fand vom 26. Januar bis zum 4. Februar statt. Die Spiele wurden im Olympischen Eisstadion Cortina sowie im Stadio Apollonio ausgetragen. Zehn Mannschaften nahmen an diesem Turnier teil. Es wurde zunächst in drei Vorrundengruppen gespielt; die beiden Erstplatzierten erreichten die Finalrunde, die restlichen Teams spielten um die Plätze 7 bis 10. Um die Vertretung Deutschlands musste zunächst eine innerdeutsche Qualifikation ausgespielt werden.
Die UdSSR gewann bei ihrem Olympiadebüt auf Anhieb die Goldmedaille sowie den zweiten WM-Titel nach 1954, der entthronte Olympiasieger bzw. Weltmeister aus Kanada musste sich dagegen noch hinter den USA mit der Bronzemedaille begnügen.

## Innerdeutsche Qualifikation
Nachdem sich die Vertreter der Sektion Eishockey der DDR und des westdeutschen Eissportverbandes (DEV) jeweils Spiele zwischen zwei west- (in Mannheim) und ostdeutschen Mannschaften anschauten, kam es 30. Oktober 1955 im Berliner Hotel "Newa" bei einem Treffen der Verantwortlichen zu keiner Einigung hinsichtlich der Teilnehmer einer gesamtdeutschen Mannschaft. Die Delegation der DDR plädierte für sieben bis acht ostdeutsche Sportler, während der DEV nur zwei bis drei ostdeutsche Kandidaten in der 17-köpfigen Mannschaft akzeptieren wollte. Die Sektion Eishockey der DDR schlug dem westdeutschen Eissportverband für den 16. November einen Vergleich zwischen den Auswahlmannschaften der DDR und der Bundesrepublik in der Werner-Seelenbinder-Halle vor. Danach sollte nach den gezeigten spielerischen Leistungen die gemeinsame Olympiamannschaft aufgestellt werden. In der Folge entschied der Spielausschuss des Deutschen Eissport-Vorbandes, dass man, ungeachtet des Spielausganges, nicht mehr bereit sei, in neuerliche Verhandlungen über die Zusammensetzung einer gesamtdeutschen Olympiamannschaft zu treten. Nach dem Spiel wurde auch der Vorschlag der DDR, fünf DDR-Spieler und einen Torwart mitzunehmen, abgelehnt und beschlossen, ausschließlich eine reine Mannschaft des DEV nach Cortina d’Ampezzo zu entsenden.
| 16. November 1955 18:00 Uhr | DDR Manfred Buder Günter Schischefski (23.) Werner Künstler (30.) | 3:7 (1:0, 2:2, 0:5) Spielbericht | BR Deutschland Ernst Trautwein (21.) Rudolf Pittrich (II.) Paul Ambros (III.) Hans Rampf (III.) Kurt Sepp (III.) Hans Rampf (III.) Markus Egen (III.) | Werner-Seelenbinder-Halle, Ost-Berlin |

## Olympisches Eishockeyturnier
Auf einer Tagung des Lenkungsausschusses des Internationalen Eishockey-Verbandes wurden Anfang Januar 1956 in Cortina d’Ampezzo die Spiele der Ausscheidungsrunde des olympischen Eishockeyturniers ausgelost. Kanada wurde beim Turnier durch die Kitchener-Waterloo Dutchmen vertreten.

### Vorrunde

#### Gruppe A
| 26. Januar 1956 19:00 Uhr | Italien Bernardo Tomei (30. ) Aldo Federici (47.) | 2:2 (0:2,1:0,1:0) | Österreich Kurt Kurz (7.) Hans Wagner (12.) | Olympisches Eisstadion, Cortina d’Ampezzo |

| 26. Januar 1956 21:30 Uhr | Kanada Gerry Théberge (2., 12., 25.) James Logan (26.) | 4:0 (2:0,2:0,0:0) | Deutschland | Olympisches Eisstadion, Cortina d’Ampezzo |

| 27. Januar 1956 21:30 Uhr | Kanada Howie Lee (3.) Jack McKenzie (11.) Paul Knox (13.) Charles Brooker (17.) Paul Knox (19., 20.) Jim Logan (21., 21.) Art Hurst (24.) Charles Brooker (24.) George Scholes (29.) Charles Brooker (30.) Jack McKenzie (33.) Ken Laufman (34.) Gerry Théberge (35.) George Scholes (35.) Bob White (36.) Jack McKenzie (46.) Paul Knox (47.) Gerry Théberge (48.) Paul Knox (53.) Gerry Théberge (53.) Art Hurst (60.) | 23:0 (6:0, 11:0, 6:0) | Österreich | Olympisches Eisstadion, Cortina d’Ampezzo |

| 27. Januar 1956 | Italien Carmine Tucci (10.) Ernesto Crotti (59.) | 2:2 (1:1, 0:1, 1:0) | Deutschland Hans Huber (2.) Markus Egen (38.) | Olympisches Eisstadion, Cortina d’Ampezzo |

| 28. Januar 1956 | Italien Ernesto Crotti (11.) | 1:3 (1:1, 0:0, 0:2) | Kanada Gerry Théberge (19.) Charles Brooker (54.) George Scholes (59.) | Olympisches Eisstadion, Cortina d’Ampezzo |

| 29. Januar 1956 21:00 Uhr | Deutschland Artur Endreß (15.) Rudolf Pittrich (33.) Kurt Sepp (47.) Hans Huber (48.) Markus Egen (53.) Bruno Guttowski (54.) Hans Rampf (60.) | 7:0 (1:0,1:0,5:0) | Österreich | Olympisches Eisstadion, Cortina d’Ampezzo |

Abschlusstabelle
| Pl. |             | Sp | S | U | N | Tore  | Diff. | Punkte |
| 1.  | Kanada      | 3  | 3 | 0 | 0 | 30:01 | +29   | 6:0    |
| 2.  | Deutschland | 3  | 1 | 1 | 1 | 09:06 | +3    | 3:3    |
| 3.  | Italien     | 3  | 0 | 2 | 1 | 05:07 | −2    | 2:4    |
| 4.  | Österreich  | 3  | 0 | 1 | 2 | 02:32 | −30   | 1:5    |

Abkürzungen: Pl. = Platz, Sp = Spiele, S = Siege, U = Unentschieden, N = Niederlagen, Diff. = Tordifferenz

Erläuterungen: Finalrunde, Platzierungsrunde

#### Gruppe B
| 27. Januar 1956 | Tschechoslowakei Bronislav Danda (2.) František Vaněk (16.) Jaromír Bünter (51.) Vlastimil Bubník (59.) | 4:3 (2:1, 0:1, 2:1) | USA John Mayasich (9.) Richard Meredith (30.) Kenneth Purpur (53.) | Cortina d’Ampezzo |

| 28. Januar 1956 | USA John Mayasich (15.) Eugene Campbell (42.) John Mayasich (49.) Bill Cleary (52.) | 4:0 (1:0, 0:0, 3:0) | Polen | Cortina d’Ampezzo |

| 29. Januar 1956 | Tschechoslowakei Vladimír Zábrodský (5.) Slavomír Bartoň (27.) Slavomír Bartoň (30.) Jan Kasper (34.) Bohumil Prošek (29.) František Vaněk (26., 33.) Bronislav Danda (51.) | 8:3 (1:1, 6:2, 1:0) | Polen Mieczysław Chmura (18.) Hilary Skarżyński (21., 23.) | Cortina d’Ampezzo |

Abschlusstabelle
| Pl. |                  | Sp | S | U | N | Tore  | Diff. | Punkte |
| 1   | Tschechoslowakei | 2  | 2 | 0 | 0 | 12: 6 | +6    | 4:0    |
| 2   | USA              | 2  | 1 | 0 | 1 | 7: 4  | +3    | 2:2    |
| 3   | Polen            | 2  | 0 | 0 | 2 | 3:12  | -9    | 0:4    |

#### Gruppe C
| 27. Januar 1956 | UdSSR Jewgeni Babitsch (15., 24.) Wsewolod Bobrow (32.) Walentin Kusin (42.,59.) | 5:1 (1:1, 2:0, 2:0) | Schweden Lars Björn (13.) | Cortina d’Ampezzo |

| 28. Januar 1956 | Schweden Sven Johansson (13.) Lars Björn (15.) Lars-Eric Lundvall (24.) Sven Johansson (33.) Stig Andersson-Tvilling (40.) Åke Lassas (43.) | 6:5 (2:3, 3:1, 1:1) | Schweiz Emil Handschin (6.) Fritz Naef (5., 13.) Bernhard Bagnoud (25., 50.) | Cortina d’Ampezzo |

| 29. Januar 1956 | UdSSR Dmitri Ukolow (8.) Juri Krylow (9.) Alexei Guryschew (14.) Wsewolod Bobrow (20.) Alexei Guryschew (25.) Wsewolod Bobrow (37., 47.) Iwan Tregubow (48.) Wsewolod Bobrow (51.) Juri Krylow (52.) | 10:3 (4:1, 2:0, 4:2) | Schweiz Fritz Naef (3.) Bernhard Bagnoud (49.) Fritz Naef (58.) | Cortina d’Ampezzo |

Abschlusstabelle
| Pl. |          | Sp | S | U | N | Tore  | Diff. | Punkte |
| 1   | UdSSR    | 2  | 2 | 0 | 0 | 15: 4 | +11   | 4:0    |
| 2   | Schweden | 2  | 1 | 0 | 1 | 7:10  | - 3   | 2:2    |
| 3   | Schweiz  | 2  | 0 | 0 | 2 | 8:16  | - 8   | 0:4    |

### Platzierungsrunde um die Plätze 7–10
| 31. Januar 1956 | Schweiz Bernhard Bagnoud (4.) Fritz Naef (6.) Bernhard Bagnoud (16.) Otto Schläpfer (31:05) Fritz Naef (37.) Bernhard Bagnoud (53.) Hans Ott (55.) | 7:4 (3:1, 2:1, 2:2) | Österreich Konrad Staudinger (16.) Franz Potucek (28.) Walter Znenahlik (58.) Fritz Spielmann (60.) | Stadio Apollonio, Cortina d’Ampezzo |

| 1. Februar 1956 | Italien Bernardo Tomei (4., 5.) Giovanni Furlani (11.) Ernesto Crotti (16.) Aldo Maniacco (23.) Bernardo Tomei (43.) Mario Bedogni (45., 57.) | 8:2 (4:1, 1:1, 3:0) | Österreich Wilhelm Schmid (18.) Walter Znenahlik (31.) | Olympisches Eisstadion, Cortina d’Ampezzo |

| 1. Februar 1956 | Polen Kazimierz Chodakowski (3.) Szymon Janiczko (14.) Kazimierz Bryniarski (32.) Alfred Wróbel (39.) Hilary Skarżyński (49.) Kazimierz Bryniarski (58.) | 6:2 (2:1, 2:1, 2:0) | Schweiz Otto Schläpfer (19.) Rudolf Keller (28.) | Olympisches Eisstadion, Cortina d’Ampezzo |

| 2. Februar 1956 | Italien Bernardo Tomei (3.) Carlo Montemurro (5.) Carmine Tucci (7.) Giancarlo Agazzi (16.) Aldo Maniacco (17.) Giancarlo Agazzi (17.) Aldo Maniacco (32.) Carlo Montemurro (51.) | 8:3 (6:1, 1:2, 1:0) | Schweiz Emil Handschin (16., 4:1) Rudolf Keller (28.) Emil Handschin (38.) | Olympisches Eisstadion, Cortina d’Ampezzo |

| 2. Februar 1956 | Polen Kazimierz Chodakowski (9.) Hilary Skarżyński (20.) Józef Kurek (51., 58.) | 4:3 (2:2, 0:1, 2:0) | Österreich Walter Znenahlik (15.) Fritz Spielmann (17., 36.) | Stadio Apollonio, Cortina d’Ampezzo |

| 3. Februar 1956 | Italien Mario Bedogni (22.) Ernesto Crotti (24.) Aldo Maniacco (32., 50.) Reno Alberton (51.) | 5:2 (0:0, 3:1, 2:1) | Polen Kazimierz Bryniarski (36.) Józef Kurek (45.) | Olympisches Eisstadion, Cortina d’Ampezzo |

Abschlusstabelle
| Pl. |            | Sp | S | U | N | Tore  | Diff. | Punkte |
| 1   | Italien    | 3  | 3 | 0 | 0 | 21: 7 | +14   | 6:0    |
| 2   | Polen      | 3  | 2 | 0 | 1 | 12:10 | + 2   | 4:2    |
| 3   | Schweiz    | 3  | 1 | 0 | 2 | 12:18 | - 6   | 2:4    |
| 4   | Österreich | 3  | 0 | 0 | 3 | 9:19  | -10   | 0:6    |

### Finalrunde um die Plätze 1–6
| 30. Januar 1956 | USA Gordon Christian (3., 4.) William Cleary (12.) Weldon Olson (13.) Dan McKinnon (20.) William Cleary (20.) Doherty (25.) | 7:2 (6:0, 1:1, 0:1) | Deutschland Markus Egen (35., 43.) | Cortina d’Ampezzo |

| 30. Januar 1956 | UdSSR Alexei Guryschew (6.) Wiktor Schuwalow (22.) Wsewolod Bobrow (42.) Alexei Guryschew (53.) | 4:1 (1:1, 1:0, 2:0) | Schweden Sigurd Bröms (11.) | Cortina d’Ampezzo |

| 30. Januar 1956 | Kanada James Logan (19.) Gerry Théberge (28.) Paul Knox (30., 33.) James Logan (50.) Donald Rope (53.) | 6:3 (1:1, 3:2, 2:0) | Tschechoslowakei Zdeněk Návrat (15., 23.) Václav Pantůček (36.) | Cortina d’Ampezzo |

| 31. Januar 1956 | Schweden Hans Öberg (0:30) Lars-Eric Lundvall (23:00) Bertz Zetterberg (27:59) Hans Öberg (41:00) Hans Andersson-Tvilling (54:54) | 5:0 (1:0, 2:0, 2:0) | Tschechoslowakei | Cortina d’Ampezzo |

| 31. Januar 1956 | UdSSR Alexander Uwarow (25.) Alexei Guryschew (27.) Wsewolod Bobrow (28.) Alexander Uwarow (28.) Alexei Guryschew (31.) Iwan Tregubow (32.) Wiktor Schuwalow (33.) Juri Krylow (55.) | 8:0 (0:0, 7:0, 1:0) | Deutschland | Cortina d’Ampezzo |

| 31. Januar 1956 | USA John Mayasich (1:58, 9:23, 43:56) Weldon Olson (47:40) | 4:1 (2:0, 0:1, 2:0) | Kanada Jack McKenzie (33:00) | Cortina d’Ampezzo |

| 1. Februar 1956 | USA John Matchefts (9:30, 29:25) Weldon Olson (33:10) Gordon Christian (42:10) Bill Cleary (54:40) Weldon Olson (59:50) | 6:1 (1:1, 2:0, 3:0) | Schweden Ronald Petterson (12:55) | Cortina d’Ampezzo |

| 2. Februar 1956 | Kanada Alfred Horne (7:07) Howard Lee (28:08) Donald Rope (28:56) Arthur Horst (31:28) George Scholes (34:37) Donald Rope (43:37) Floyd Martin (47:42) James Logan (52:12) Jack McKenzie (58:00) Gérard Théberge (59:32) | 10:0 (1:0, 4:0, 5:0) | Deutschland | Cortina d’Ampezzo |

| 2. Februar 1956 | UdSSR Wiktor Schuwalow (5., 12.) Alexei Guryschew (31.) Wiktor Schuwalow (35.) Nikolai Sologubow (39.) Wsewolod Bobrow (46.) Juri Pantjuchow (55.) | 7:4 (2:1, 3:0, 2:3) | Tschechoslowakei Václav Pantůček (20.) Zdeněk Návrat (43.) Karel Gut (50., 59.) | Cortina d’Ampezzo |

| 3. Februar 1956 | Kanada James Logan (2:50) Donald Rope (7:59) Jack McKenzie (16:12) George Scholes (39:15) Jack McKenzie (56:48) Floyd Martin (58:32) | 6:2 (3:2, 1:0, 2:0) | Schweden Stig Andersson-Tvilling (4:09) Sven Tumba Johansson (10:18) | Cortina d’Ampezzo |

| 3. Februar 1956 | Tschechoslowakei Miroslav Klůc (7.) Jan Kasper (19.) Václav Pantůček (24.) Zdeněk Návrat2 (26.) Václav Pantůček (28.) Miroslav Klůc (34.) Bohumil Prošek2 (37.) Karel Gut1 (48.) Vladimír Zábrodský (53.) | 9:3 (2:3, 5:0, 2:0) | Deutschland Hans Huber (13.) Ernst Trautwein (14.) Kurt Sepp (18.) | Cortina d’Ampezzo |

1 – Nach "Rudé Pravó" v. 4. Februar 1956, S. 4: schoss Slavomír Barton das Tor in der 48. Minute

2 – Nach "VII. Zimowe Igryska Olimpijskie 1956" (S. 60) und "VII Olympic Winter Games – Official Report" (S. 684) werden abweichend Slavomír Barton und Vlastimil Bubník statt Zdeněk Návrat und Bohumil Prošek als Torschützen genannt.
| 3. Februar 1956 | UdSSR Nikolai Chlystow (34.) Wsewolod Bobrow (56.) Juri Pantjuchow (56.) Walentin Kusin (58.) | 4:0 (0:0, 1:0, 3:0) | USA | Cortina d’Ampezzo |

| 4. Februar 1956 | Schweden Lars Björn (57.) | 1:1 (0:0, 1:0, 0:1) | Deutschland Kurt Sepp (8.) | Cortina d’Ampezzo |

| 4. Februar 1956 | USA Weldon Olson (12.) Gordon Christian (21., 25.) Bill Cleary (30.) Richard Dougherty (45., 50.) Dick Meredith (50.) Richard Dougherty (58., 58.) | 9:4 (1:0, 3:2, 5:2) | Tschechoslowakei Slavomír Bartoň (24.) Vlastimil Bubník (29.) Karel Gut (57.) Zdeněk Návtrat (60.) | Cortina d’Ampezzo |

| 4. Februar 1956 | UdSSR Juri Krylow (27.) Walentin Kusin (41.) | 2:0 (0:0, 1:0, 1:0) | Kanada | Cortina d’Ampezzo |

Abschlusstabelle
| Pl. |                  | Sp | S | U | N | Tore  | Diff. | Punkte |
| 1   | UdSSR            | 5  | 5 | 0 | 0 | 25: 5 | +20   | 10:0   |
| 2   | USA              | 5  | 4 | 0 | 1 | 26:12 | +14   | 8:2    |
| 3   | Kanada           | 5  | 3 | 0 | 2 | 23:11 | +12   | 6:4    |
| 4   | Schweden         | 5  | 1 | 1 | 3 | 10:17 | - 7   | 3:7    |
| 5   | Tschechoslowakei | 5  | 1 | 0 | 4 | 20:30 | -10   | 2:8    |
| 6   | Deutschland      | 5  | 0 | 1 | 4 | 6:35  | -29   | 1:9    |

### Beste Scorer
Berücksichtigt wurden nur die Ergebnisse des A-Turniers.
| Spieler          | Team             | Sp | T | V | Pkt |
| ---------------- | ---------------- | -- | - | - | --- |
| James Logan      | Kanada           | 8  | 7 | 5 | 12  |
| Paul Knox        | Kanada           | 8  | 7 | 5 | 12  |
| Wsewolod Bobrow  | UdSSR            | 7  | 9 | 2 | 11  |
| Gerry Théberge   | Kanada           | 8  | 9 | 2 | 11  |
| Jack McKenzie    | Kanada           | 8  | 7 | 4 | 11  |
| John Mayasich    | USA              | 7  | 7 | 3 | 10  |
| Alexei Guryschew | UdSSR            | 7  | 7 | 2 | 9   |
| Vlastimil Bubník | Tschechoslowakei | 7  | 5 | 4 | 9   |
| George Scholes   | Kanada           | 8  | 5 | 3 | 8   |
| Wiktor Schuwalow | UdSSR            | 7  | 5 | 2 | 7   |

Abkürzungen:  Sp = Spiele, T = Tore, V = Assists, Pkt = Punkte; Fett:  Turnierbestwert

### Auszeichnungen
Die besten Spieler des Turniers wurden durch das IIHF Directorate (Direktorium) ausgezeichnet:
- Bester Torhüter:  Willard Ikola
- Bester Verteidiger:  Nikolai Sologubow
- Bester Stürmer:  Jack McKenzie

### Abschlussplatzierung und Kader der Mannschaften
| Platzierung    | Mannschaft       | Spieler |
| -------------- | ---------------- | --- |
| Goldmedaille   | UdSSR            | Tor: Grigori Mkrtytschan, Nikolai Putschkow Feld: Jewgeni Babitsch, Wsewolod Bobrow, Nikolai Chlystow, Alexei Guryschew, Juri Krylow, Alfred Kutschewski, Walentin Kusin, Wiktor Nikiforow, Juri Pantjuchow, Wiktor Schuwalow, Genrich Sidorenkow, Nikolai Sologubow, Iwan Tregubow, Dimitri Ukolow, Alexander Uwarow Trainer: Anatoli Tarassow, Wladimir Jegorow |
| Silbermedaille | USA              | Wendell Anderson, Wellington Burtnett, Eugene Campbell, Gordon Christian, Bill Cleary, Richard Dougherty, Willard Ikola, John Matchefts, John Mayasich, Dick Meredith, Daniel McKinnon, Weldon Olson, John Petroske, Kenneth Purpur, Donald Rigazio, Dick Rodenheiser, Ed Sampson Trainer: John Mariucci                                                          |
| Bronzemedaille | Kanada           | Denis Brodeur, Charles Brooker, Bill Colvin, Buddy Horne, Art Hurst, Byrle Klinck, Paul Knox, Ken Laufman, Howie Lee, James Logan, Floyd Martin, Jack McKenzie, Donald Rope, George Scholes, Gerry Théberge, Bob White, Keith Woodall Trainer: Bobby Bauer |
| 4.             | Schweden         | Lars Svensson, Yngve Casslind, Bertz Zetterberg, Lars Björn, Åke Lassas, Vilgot Larsson, Ove Malmberg, Holger Nurmela, Sven Johansson, Sigurd Bröms, Hans Öberg, Ronald Pettersson, Nils Nilsson, Lars-Eric Lundvall, Stig Andersson-Tvilling, Hans Andersson-Tvilling, Stig Carlsson                                                                             |
| 5.             | Tschechoslowakei | Jan Vodička, Ján Jendek, Karel Gut, Jan Kasper, Václav Bubník, Jaromír Bünter, Slavomír Bartoň, Vlastimil Bubník, Bronislav Danda, Zdeněk Návrat, František Vaněk, Bohumil Prošek, Miroslav Klůc, Stanislav Bacílek, Vladimír Zábrodský, Otto Cimrman, Václav Pantůček                                                                                            |
| 6.             | Deutschland      | Ulli Jansen, Alfred Hoffmann, Anton Biersack, Bruno Guttowski, Martin Beck, Paul Ambros, Karl Bierschel, Kurt Sepp, Markus Egen, Ernst Trautwein, Hans Huber, Rudolf Pittrich, Artur Endreß, Reiner Kossmann, Hans Rampf, Martin Zach, Günther Jochems |
| 7.             | Italien          | Vittorio Bolla, Giuliano Ferraris, Carmine Tucci, Carlo Montemurro, Aldo Federici, Mario Bedogni, Bernardo Tomei, Giovanni Furlani, Giampiero Branduardi, Aldo Maniacco, Ernesto Crotti, Giancarlo Agazzi, Gianfranco Da Rin, Reno Alberton, Giulio Oberhammer, Francesco Macchietto                                                                              |
| 8.             | Polen            | Władysław Pabisz, Edward Kocząb, Janusz Zawadzki, Kazimierz Chodakowski, Stanisław Olczyk, Mieczysław Chmura, Henryk Bromowicz, Józef Kurek, Zdzisław Nowak, Szymon Janiczko, Adolf Wróbel, Kazimierz Bryniarski, Marian Herda, Hilary Skarżyński, Bronisław Gosztyła, Rudolf Czech, Alfred Wróbel                                                                |
| 9.             | Schweiz          | Christian Conrad, Martin Riesen, Kurt Peter, Georg Riesch, Émile Golaz, Rudolf Keller, Sepp Weingärtner, Paul Hofer, Hans Ott, Franz Berry, Hans Pappa, Fritz Naef, Emil Handschin, Bernhard Bagnoud, Walter Keller, Rätus Frei, Otto Schläpfer |
| 10.            | Österreich       | Alfred Püls, Robert Nusser, Franz Potucek, Hermann Knoll, Hans Mössmer, Hans Scarsini, Hans Zollner, Fritz Spielmann, Wilhelm Schmid, Walter Znenahlik, Gerhard Springer, Adolf Hafner, Hans Wagner, Max Singewald, Kurt Kurz, Konrad Staudinger, Wolfgang Jöchl                                                                                                  |

Eishockey-Europameister 1956

 UdSSR